# Morinda myrtifolia
Morinda myrtifolia är en måreväxtart som beskrevs av Asa Gray. Morinda myrtifolia ingår i släktet Morinda och familjen måreväxter.

## Underarter
Arten delas in i följande underarter:
- M. m. brevifolia
- M. m. choriophylla
- M. m. myrtifolia
- M. m. velutina